# Abzac (Charente)
Abzac to miejscowość i gmina we Francji, w regionie Nowa Akwitania, w departamencie Charente.
Według danych na rok 1990 gminę zamieszkiwały 523 osoby, a gęstość zaludnienia wynosiła 16 osób/km² (wśród 1467 gmin regionu Poitou-Charentes Abzac plasuje się na 540. miejscu pod względem liczby ludności, natomiast pod względem powierzchni na miejscu 135.).